# 여수 흥국사 동종
여수 흥국사 동종(麗水 興國寺 銅鍾)은 대한민국 전라남도 여수시 중흥동 흥국사에 있는 조선시대의 종이다. 2008년 3월 12일 대한민국의 보물 제1556호로 지정되었다.

## 개요
조선시대 주종장 가운데 김용암(金龍岩)·김성원(金成元) 등과 더불어 사장계(私匠系)를 대표하는 김애립(金愛立)이 순천 동리산의 대흥사 종으로 1665년에 주성하였으며, 높이가 121cm나 되는 대종에 해당한다. 종의 외형은 상부가 좁고 아래로 가면서 약간씩 벌어져 마치 포탄과 같은 모습을 하였다. 간단하면서도 힘이 있는 쌍룡(雙龍)을 종 고리로 삼고 천판에는 큼직한 연화문대를 돌렸다. 천판과 만나는 종의 어깨부분에는 육자대명왕진언(六字大明王眞言)이 둘러져 있으며, 몸체에는 연곽대와 보살상 및 왕실의 안녕을 기원하는 전패(殿牌)가 마련되어 있다. 종신에 새겨진 문양은 전반적으로 섬세하고 화려하며 잘 정돈된 느낌을 보여준다.
이 종은 사인비구와 버금가는 기술적 역량을 지녔던 김애립 범종의 특징을 잘 살펴볼 수 있는 대표적인 작품인 동시에 보존상태도 양호하다.

## 같이 보기
- 김애립

## 참고 자료
- 여수 흥국사 동종 - 국가유산청 국가유산포털